# Petersberg (Pfalz)
Petersberg ist eine Ortsgemeinde im Landkreis Südwestpfalz in Rheinland-Pfalz. Sie gehört der Verbandsgemeinde Thaleischweiler-Wallhalben an, innerhalb derer sie gemessen an der Fläche die zweitkleinste Ortsgemeinde bildet.

## Lage
Die Gemeinde liegt im Zweibrücker Hügelland, das im Osten der Gemarkung allmählich in den Pfälzerwald übergeht. Nachbargemeinden sind – im Uhrzeigersinn – Thaleischweiler-Fröschen, Rodalben, Pirmasens, Höheischweiler und Höhfröschen. Zu Petersberg gehört zusätzlich der Wohnplatz Staffelhof. Durch das Gemeindegebiet verläuft der Petersberger Bach, der im Osten der Gemarkung in den Steinbach mündet.

## Geschichte
Petersberg wurde entweder 1711 oder 1712 von drei Rodalber Bürgern als Annexe des Dorfes Rodalben gegründet. Die erste urkundliche Erwähnung im Taufbuch stammt aus dem Jahre 1714. Während dieser Zeit gehörte der Ort zur Herrschaft Gräfenstein. Während des 19. Jahrhunderts lautete er offizielle Gemeindename Rodalben und Petersberg. Bereits im Jahr 1827 stellten die Petersberger einen schriftlichen Antrag, eine selbständige Gemeinde zu werden. Erst nach einigen zwischenzeitlichen Versuchen gelang dies zum 1. April 1955, als durch Landesgesetz vom 8. November 1954 Petersberg zur selbständigen Gemeinde wurde.
Zu diesem Zeitpunkt bestand der Ort lediglich aus vier Straßen, es existierten weder Kanalisation noch Kläranlage, es herrschte seit langem Mangel an Baugelände und in der zu diesem Zeitpunkt vorhandenen Dorfschule fehlte selbst die Toilettenanlage. Das Ortsbild der Gemeinde, das sich mittlerweile nicht mehr von vergleichbaren Ortschaften aus der unmittelbaren Umgebung unterscheidet, ist weitestgehend in den Jahren nach der Selbständigkeit entstanden.
Im Zuge der ersten rheinland-pfälzischen Verwaltungsreform wurde Petersberg der neugeschaffenen Verbandsgemeinde Thaleischweiler-Fröschen zugeordnet. Seit 2014 gehört die Gemeinde zur Verbandsgemeinde Thaleischweiler-Wallhalben, die durch Zusammenlegung der Verbandsgemeinden Thaleischweiler-Fröschen und Wallhalben entstand.

## Politik

### Gemeinderat
Der Gemeinderat in Petersberg besteht aus zwölf Ratsmitgliedern, die bei der Kommunalwahl am 9. Juni 2024 in einer personalisierten Verhältniswahl gewählt wurden, und dem ehrenamtlichen Ortsbürgermeister als Vorsitzendem.
Die Sitzverteilung im Gemeinderat:
| Wahl | SPD | CDU | FWG | Gesamt   |
| ---- | --- | --- | --- | -------- |
| 2024 | –   | 5   | 7   | 12 Sitze |
| 2019 | –   | 4   | 8   | 12 Sitze |
| 2014 | –   | 5   | 7   | 12 Sitze |
| 2009 | –   | 7   | 5   | 12 Sitze |
| 2004 | 7   | 5   | –   | 12 Sitze |

- FWG = Freie Wählergemeinschaft Verbandsgemeinde Thaleischweiler-Fröschen e. V.

### Bürgermeister
Thomas Auer (FWG) wurde am 25. Juli 2024 Ortsbürgermeister von Petersberg. Bei der Direktwahl am 9. Juni 2024 war er als einziger Bewerber mit einem Stimmenanteil von 78,1 % für fünf Jahre gewählt worden.
Frühere Bürgermeister:
- 1955–1964: Otto Auer (CDU)
- 1964–1971: Emil Becker (SPD)

Nach der Verwaltungsreform und Bildung von Verbandsgemeinden am 31. Dezember 1971:
- 1972–1990: Emil Becker (CDU)
- 1990–1994: Heinz-Günter Best (CDU)
- 1994–1999: Helge Hussung (SPD)
- 2007: Uwe Vahldiek (SPD)
- 2007–2014: Helge Hussung (SPD)
- 2014–2024: Alexander Raquet (FWG)[7]
- ab 2024: Thomas Auer (FWG)[6]

### Wappen
| Wappen von Petersberg | Blasonierung: „Schild von Rot und Blau gespalten, rechts auf grünem Dreiberg ein mit dem Bart nach oben gekehrter, senkrecht gestellter goldener Schlüssel, links ein goldbewehrter silberner Greif.“ |
| Wappen von Petersberg | Wappenbegründung: Der Schlüssel ist das Attribut von Petrus. Zusammen mit dem Dreiberg wird somit redend der Ortsname dargestellt. Rechts der aus dem Ortswappen von Rodalben entnommene Greif des badischen Wappens. Auf Wunsch der im Jahre 1955 selbständig gewordenen Gemeinde Petersberg hatte das Landesarchiv in Speyer im Jahre 1957 das Ortswappen entworfen, dem der Gemeinderat am 7. Juni 1957 zustimmte. Das Wappen wurde von Staatsarchivrat Dr. von Jan entworfen und von Ph. Stürmer ausgeführt. |

## Kulturdenkmäler

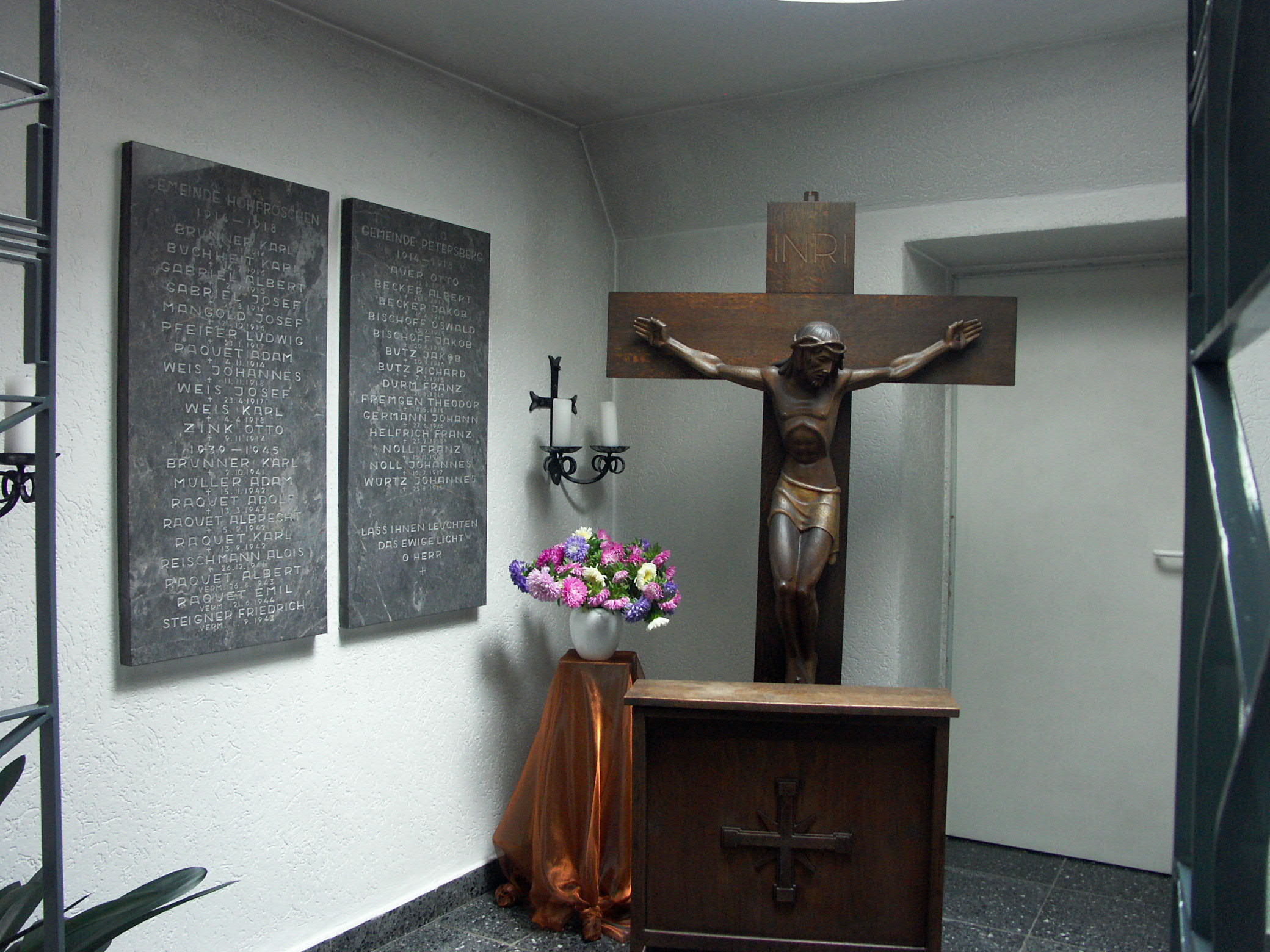
Kriegerdenkmal innerhalb der denkmalgeschützten katholischen Kirche

Vor Ort existieren insgesamt sechs Objekte, die unter Denkmalschutz stehen.

## Wirtschaft und Infrastruktur

### Wirtschaft
Vor Ort existierte einst die Raiffeisenkasse Petersberg eGmbH, die 1968 mit der Raiffeisenbank Rodalben eGmbH fusionierte und über den Umweg mehrerer weiterer Fusionen in der heutigen VR-Bank Südwestpfalz Pirmasens-Zweibrücken aufging. Ab 1958 erfolgte die Wasserversorgung für die Dauer mehrerer Jahrzehnte vom Fehrbacher Wasserturm aus. 
Zudem wurde 2016 der Windpark Petersberg errichtet, der teilweise bereits auf der Gemarkung der Gemeinde Thaleischweiler-Fröschen steht.

### Verkehr
Petersberg liegt im Dreieck der A 62 und der Bundesstraße 10; letztere verfügt über die Anschlussstelle Petersberg. In unmittelbarer Nähe der Bebauung, jedoch bereits jenseits der Gemeindegemarkung, verläuft die Landesstraße 474. Ganz im Osten des Gemeindegebiets verläuft die Bundesstraße 270.

### Tourismus
Mitten durch den Ort verläuft der mit einem rot-weißen Balken gekennzeichnete Höcherbergweg.

## Persönlichkeiten

### Ehrenbürger
Die einzige Ehrenbürgerwürde Petersbergs wurde 1980 an Josef Becker (1905–1996) verliehen für seine Verdienste um die Gemeinde, insbesondere um die Erlangung der Selbständigkeit.

### Söhne und Töchter der Gemeinde
- Eduard Belzer (1896–nach 1949), Jurist, unter anderem Verteidiger während der Nürnberger Prozesse